# Beaumont College (Windsor)
 (décembre 2018).
Si vous disposez d'ouvrages ou d'articles de référence ou si vous connaissez des sites web de qualité traitant du thème abordé ici, merci de compléter l'article en donnant les références utiles à sa vérifiabilité et en les liant à la section « Notes et références ».
Beaumont College était une institution privée catholique d’enseignement secondaire sise à Old Windsor, dans le Berkshire en Angleterre. Fondé par les Jésuites comme internat pour garçons en 1861 le collège fut fermé en 1967. L'école préparatoire pour garçons âgés de 3 à 13 ans, 'St John's Beaumont School', est toujours en activité. Après 1967 la propriété fut utilisée comme centre de formation, centre de conférence et hôtel. 

## Histoire du domaine
Le domaine sur lequel se trouve l'école se situe près de la Tamise à côté de l'autoroute historique qui relie Staines à Windsor, près de Runnymede. À l'origine, il portait le nom de Remenham, d'après Hugo de Remenham, qui était le seigneur du pays à la fin du XIVe siècle. Le domaine est ensuite détenu, successivement, par la famille Tyle, John Morley, Francis Kibblewhite, William Noël et Henry Frederick Thynne (greffier du Conseil Privé de Charles II) au XVIIe siècle.

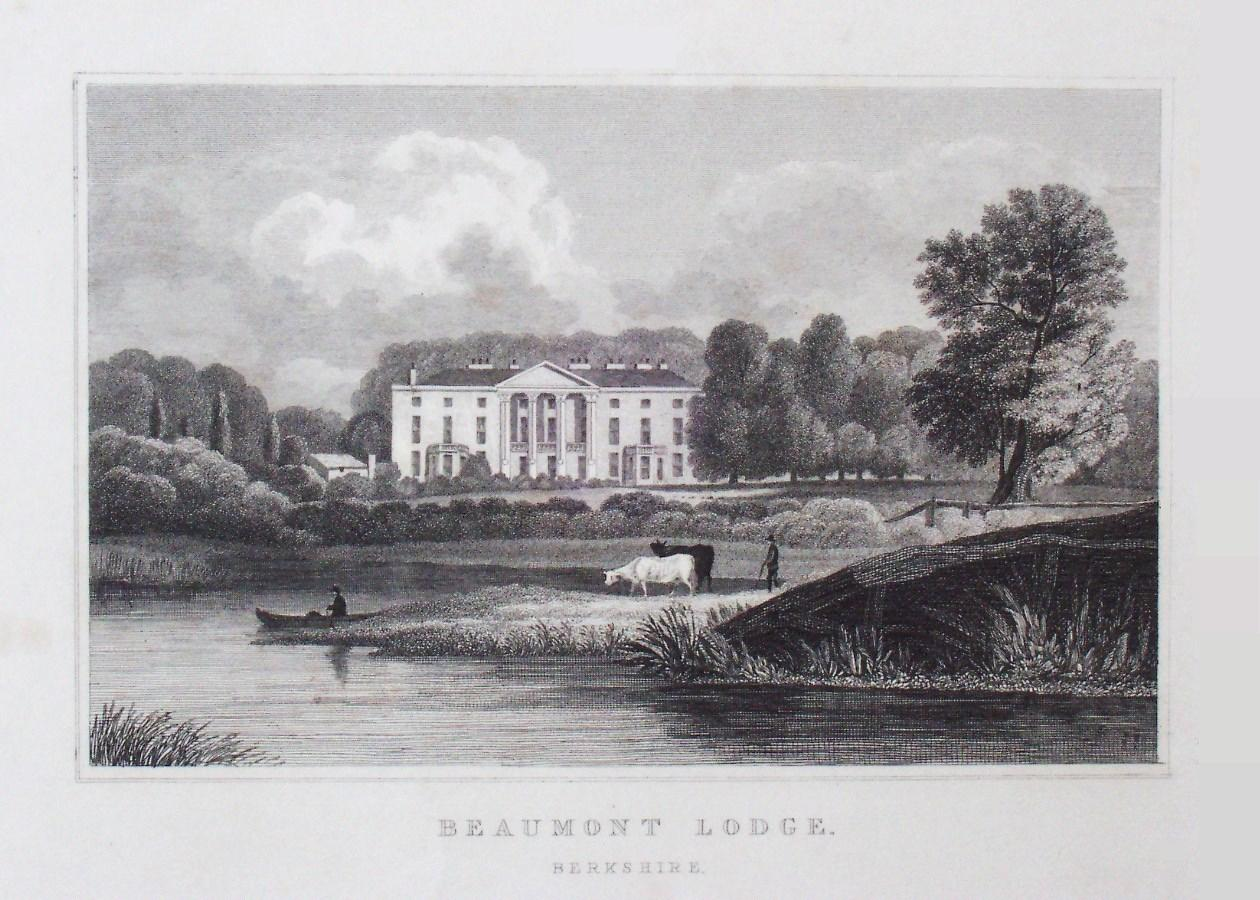
Le collège de Beaumont au XVIIIe siècle (plus près de la Tamise qu'il ne l'est aujourd'hui)

En 1714, Thomas Thynne, 2e Vicomte de Weymouth, hérite du domaine. Au milieu du XVIIIe siècle, le domaine est acquis par Sophie, Duchesse de Kent. En 1751, le Duc de Roxburghe achète le terrain pour son fils aîné, le Marquis de Beaumont et Cessford (alors élève au Collège d'Eton) et le rebaptise Beaumont en son honneur. En 1786, Warren Hastings, le premier Gouverneur général des Indes, acquiert Beaumont pour le prix de £12 000 et y vit pendant trois ans. En 1789, le domaine est vendu à Henry Griffith, un Anglo-Indien, qui, en 1790, mandate l'architecte de Henry Emlyn pour transformer le bâtiment en manoir avec neuf baies et un imposant portique.

## Histoire du collège
En 1805, Beaumont est acheté pour environ £14 000 par Henry Jeffrey Flower, 4e Vicomte Ashbrook, un ami de George IV. Après sa mort en 1847, sa veuve continue à y résider jusqu'en 1854, quand elle le vend à la Compagnie de Jésus qui en fait un de leurs centres de formation religieuse.
Pendant sept ans, le bâtiment est utilisé comme noviciat de ce qui était alors la 'Province des Jésuites anglais'. Le 10 octobre 1861, Beaumont devient un internat catholique pour garçons, sous le titre de Saint-Stanislas College, Beaumont par dévotion à Stanislas Kostka, saint novice jésuite polonais.

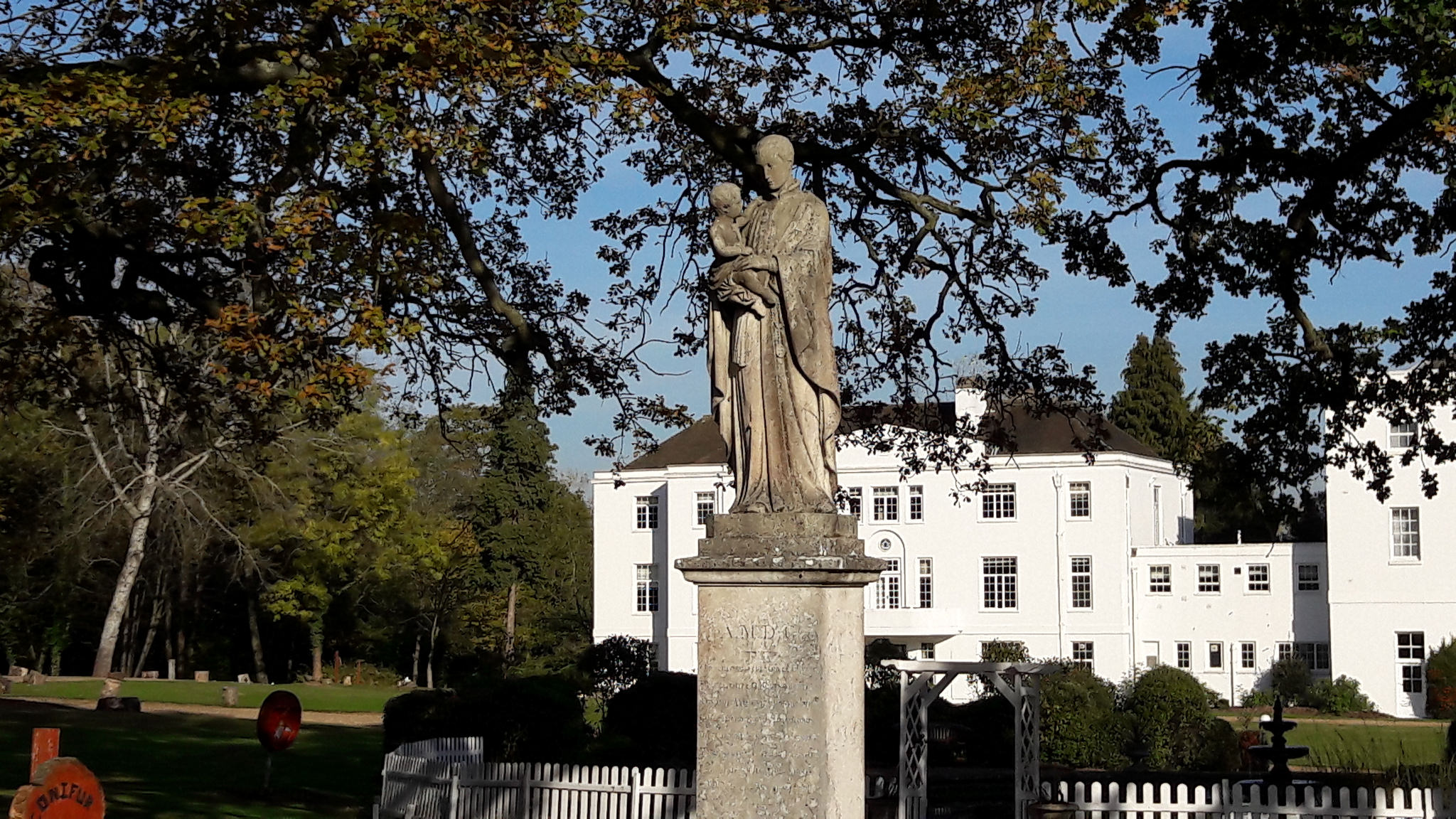
Statue de saint Stanislas Kostka, dans le parc de Beaumont

Lors du recensement de 1901, les résidents sont au nombre de 37 : Le prêtre et directeur, le père jésuite John Lynch, un autre prêtre, trois ministres des ordres mineurs, un frère laïc, huit domestiques et 23 écoliers dont un Américain, un Canadien, un Mexicain et deux Espagnols. L'un de ces deux derniers est Louis-Ferdinand d'Orléans, un prince royal espagnol.
Joseph M. Bampton S.J., recteur de 1901-1908, remplace le système traditionnel jésuite consistant à faire surveiller étroitement les élèves par des maîtres de discipline par le système dit du "capitaine", ou gouvernance des élèves par les élèves. Ce système est peut-être inspiré par les réformes de Thomas Arnold à la Rugby School dans les années 1830. Le système instauré par Bampton est également adopté par le Stonyhurst College ainsi que dans des écoles jésuites en France et en Espagne. En 1906, Beaumont est admis à la Conférence des directeurs d'école. Beaumont devient ainsi, avec le Stonyhurst College de Lancashire et le St Aloysius College de Glasgow, l'une des trois Public school gérées par la province des jésuites anglais.
Parmi les personnalités qui furent élèves à Beaumont, figurent l'architecte Sir Giles Gilbert Scott, l'ingénieur Sir John Aspinall et un certain nombre de membres de la famille royale espagnole.
L'intellectuel monarchiste autrichien Erik von Kuehnelt-Leddihn enseigne brièvement à Beaumont de 1935 à 1936. De 1943 à 1946, Arthur Hilary Armstrong, qui devint plus tard la principale autorité au niveau mondial de l'ancien philosophe Plotin, enseigne, quant à lui, les classiques.
En 1937, l'envoyé du Pape, Mgr Giuseppe Pizzardo, visite le collège.
Pendant la Seconde Guerre mondiale, l'une des premières bombes volantes V1 détruit une auberge ("The Bells of Ouseley") située près du collège.
En 1948, le père John Sinnott S.J. est l'un des deux seuls directeurs d'école publique à détecter le canular mis au point par Humphry Berkeley, alors étudiant à Cambridge, prétendant venir de la part de son collègue H. Rochester Sneath (invité à exercer un exorcisme, Sinnott demande un paquet de sel "capable d'être utilisé par pincée").
L'"aimable mais vague" Lewis Clifford S.J., jésuite et titulaire d'une baronnie en Nouvelle-Zélande, est recteur de 1950 à 1956, date à laquelle il est remplacé par John Coventry. Au début des années 1950, Gerard W. Hughes S.J., aujourd'hui connu comme un écrivain spirituel de premier plan, enseigne à Beaumont. Le 15 mai 1961, la reine Élisabeth II se rend à Beaumont pour marquer le centenaire de l'institution.

## Style du collège
La route principale contourne un terrain à découvert et conduit à un manoir du XVIIIe siècle, telle la Maison-Blanche, la plupart des bâtiments annexes étant dissimulés par des arbres. Les laboratoires de sciences forment un bloc d'un étage, dans le style des années 1930, situé à gauche du bâtiment principal. D'autres dépendances se situent à l'arrière, y compris l'ambulacre et l'atelier de confection, mais sans encombrer inutilement le jardin dominé par deux spécimens de cèdre et un monument aux morts de Sir Giles Gilbert Scott.

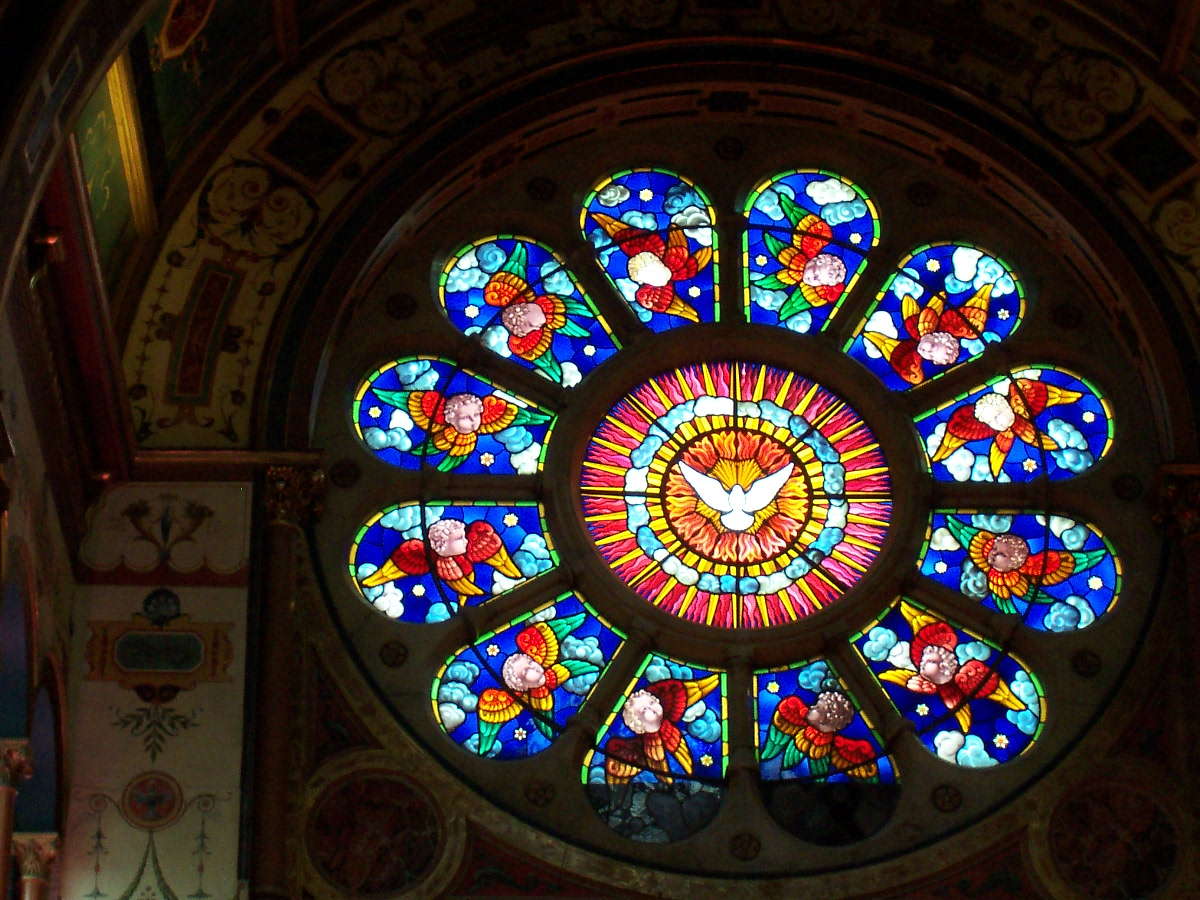
Médaillon du Saint-Esprit, pièce maîtresse de la rosace située à l'extrémité Est de la chapelle de Beaumont. La chapelle a été construite en 1870 par Joseph Hansom et décorée en 1902 par W. H. Romaine-Walker, qui a décrit son style comme "le petit-fils du pompéien". Cette chapelle a inspiré celle d'Evelyn Waugh dans son roman Retour à Brideshead. La rosace n'est pas l'originale qui a été détruite par une bombe volante V1 lors de la seconde Guerre mondiale

Derrière le monument aux morts, des bois traversent le domaine, où se trouve un sentier menant au Grand Parc de Windsor, très fréquenté par les élèves pour leurs promenades et randonnées. Dans l'angle formé par la forêt et le jardin, se trouve le terrain de cricket. Juste à l'extérieur des portes, au bord de la Tamise, se trouve un hangar à bateaux. Les terrains de rugby sont un peu plus en aval de la rivière, à Runnymede. Au-delà du terrain de cricket se trouve une ferme familiale qui fournit du lait et d'autres produits au collège, et encore plus loin se trouve St. John's Wood.
Comme dans d'autres 'écoles publiques' (de style britannique), le sport y est important. Chaque année, jusqu'en 1965, un match de cricket est disputé au Lord's Cricket Ground contre The Oratory School. De plus, Beaumont reçoit un certain nombre de distinctions sportives et similaires. Seules deux écoles publiques, Eton et Beaumont, ont pu envoyer leur meilleure équipe de cricket au Lord's Cricket Ground et leur meilleure équipe d'aviron à la Régate royale de Henley. De plus, le premier joueur noir au Lord's Cricket Ground est un garçon de Beaumont. Lorsque Pierre de Coubertin se rend en Angleterre afin de rechercher les bases de son nouveau mouvement olympique, il s'inspire des quatre écoles suivantes : Eton, Harrow, Rugby et Beaumont.